# Kōtarō Horiuchi
Pour les articles homonymes, voir Horiuchi.
Kōtarō Horiuchi (堀内 功太郎, Horiuchi Kōtarō) est un architecte/urbaniste d'origine japonaise né le 31 août 1978 à Nagoya (Japon). Il a été reconnu étant l'un des cents meilleurs architectes de la nouvelle génération en 2010. Il a été diplômé architecte, urbaniste à la grande école de l’université Meiji et a ainsi travaillé pour Mecanoo Architecten, Delft, PPAG architekten à Vienne de 2003 à 2005 pour ensuite travailler en tant qu'architecte à DPA - Dominique Perrault Architecture de 2005 à 2009.
Par la suite, il créa sa propre agence d'architecture Kōtarō Horiuchi Architecture à Paris, Tokyo et Nagoya.

## Biographie
- 2014- Intervenant à la grande école de l’université pour Femmes Sugiyama Jogakuen, Nagoya
- 2009- Création de l’agence Kōtarō Horiuchi Architecture S.A., Nagoya, Tokyo, Paris
- 2008- Création de l’agence Kōtarō Horiuchi Architecture, Paris
- 2005-09 DPA – Dominique Perrault Architecture, Paris
- 2004-05 PPAG – Popelka Poduschka Architekten, Vienne
- 2003 Mecanoo Architecten, Delft
- 2004 Master en science et ingénierie, département d’architecture et urbanisme à la grande école de l’université Meiji, Tokyo
- 2002 Diplôme d’architecture à l’université polytechnique Tokyo, Tokyo
- 1997 Diplôme du lycée de Kikuzato, Nagoya
- 1978 Né à Nagoya Aichi, Japon

## Prix
- 2015 iF Design Award 2015 (Allemagne)
- 2015 Gagnant du WA(World Architecture) Awards 20+10+X 18th Cycle (États Unis)
- 2014 Médaille d’or au DSA Design Award 2014 (Japon) / Grotte en papier
- 2014 Sélectionné pour le JCD International Design Award 2014 BEST100 (Japon) / Grotte en papier
- 2014 Sélectionné pour le SDA Award 2014 (Japon) / Grotte en papier
- 2014 Sélectionné pour le SDA Award 2014 (Japon) / Trous de gouttelettes flottantes
- 2012 Gagnant du WA(World Architecture) Awards 20+10+X 12th Cycle (États Unis) / Une longue salle de séjour
- 2012 Mention honorable au Biennale Interieur Design Awards 2012 (Belgique) / Strings
- 2012 Sélectionné parmi les 100 meilleurs sélections du Design Award 2012 JCD / Membrane dans les strates
- 2012 Aichi Société des Architectes et Ingénieurs du bâtiment, Mention honorable au 3e concours d’architecture/ Salon du fromage
- 2011 Médaille d’Argent au Design Award 2011 JCD / Salon du Fromage
- 2011 Premier prix lors de la compétition du Design de salle de mariage (Japon)

## Conférences / Jurys
- 2014 Conférence “Paris Tokyo Nagoya” à l’Université Shukutoku d’Aichi (Nagoya, Japon)
- 2014 Symposium AAA30s “La maison constitue le paysage” Institut de technologie de Nagoya (Nagoya, Japon)
- 2014 Conférence “Travail du design architectural à l’étranger durant la 20aine” à l’université pour femme de Kinjo-gakuin (Nagoya, Japon)
- 2014 Conférence “L’architecture du Japon / Architecture de la France” DSA – Japan Design Association (Nagoya, Japon)
- 2014 Conférence “Rénovation du Japon / Rénovation de la France” AIA, église de Nunoike (Nagoya, Japon)
- 2012 Conférence “Différence entre l’architecture japonaise et européenne” A l’intérieur de l’Architecture (Nagoya, Japon)
- 2012 Conférence “Méthodologie sur le design architectural acquis durant 10ans” Pecha-kucha Night (Nagoya, Japon)
- 2012 Conférence “Projets Italien” ATA, Hôtel Rose Court (Nagoya, Japon)
- 2011 Intervenant à UIA2011 TOKYO, 24 Congrès mondial de l’architecture (Tokyo, Japon)
- 2011 Conférence à UIA2011 TOKYO, 24 Congrès mondial de l’architecture (Tokyo, Japon)
- 2009 Conférence “L’extérieur de l’intérieur de la maison” à Université Meiji (Tokyo, Japon)
- 2009 Conférence “- En cours” à Université Ritsumeikan (Kyoto, Japon)
- 2009 Conférence “projet en cours – salon du fromage -” (Paris, France)
- 2007 Jury de l’examen de maîtrise à l’École Nationale Supérieure d’Architecture de Paris La Villette (Paris, France)
- 2005 Recherche sur l’urbanisme à Virginie (Charlottesville, États-Unis)
- 2004 Recherche sur l’urbanisme à Zurich (Zurich, Suisse)
- 2003 AA school – Assistant de l’école d’été (Londres, Angleterre)

## Expositions
- 2015 Exposition Kōtarō Horiuchi 2015 Musée Chigasaki City (Kanagawa, Japon)
- 2015 Exposition Kōtarō Horiuchi 2015 Gallery White Cube (Nagoya, Japon)
- 2014 Exposition Kōtarō Horiuchi 2014 “Fusionner 5.0” Port Messe Nagoya (Nagoya, Japon)
- 2014 Exposition Kōtarō Horiuchi 2014 “Fusionner 4.0” Kisogawa Biyori (Gifu, Japon)
- 2014 Exposition AAA30s “La maison constitue le paysage” Galerie hu: (Nagoya, Japon)
- 2014 Exposition Kōtarō Horiuchi 2014 “Fusionner 3.0” Université Aichi Shukutoku (Nagoya, Japon)
- 2014 Exposition Kōtarō Horiuchi 2014 “Fusionner1.0+2.0” Galerie White Cube (Nagoya, Japon)
- 2014 Exposition Petite maison d’oiseau “Logement pour les oiseaux” ingreen x Galerie White Cube (Nagoya, Japon)
- 2012 Exposition Kōtarō Horiuchi 2012 “Membrane dans la strate” Membrane in Stratum (Nagoya, Japon)
- 2011 Exposition UIA 2011 Tokyo “10000 architectes” Tokyo International Forum (Tokyo, Japon)
- 2010 Exposition Kōtarō Horiuchi 2010 “Flottant” Galerie Grand E’terna (Paris, France)
- 2009 ”Projet en cours -salon du fromage-” (Salon du Fromage, Paris, France)
- 2007 Exposition Kōtarō Horiuchi 2007 “Un” (Paris, France)
- 2003 International Architecture Biennale Rotterdam “Mobility-A Room With A View-” Tokyo Ring Project「Visible Area Map」NAi (Rotterdam, Pays-Bas)

## Principaux projets
- La maison de l’air à Nagoya, Japon  2014
- Grotte en Papier à Nagoya, Japon  2014
- Trous de gouttelettes flottantes à Nagoya, Japon  2014
- Logement pour les oiseaux à Nagoya, Japon  2014
- Le Comptoir de Fruit et Légumes à Nagoya, Japon  2013
- Membrane in Stratum à Nagoya, Japon  2012
- Salon Du Fromage Hisada à Paris, France  2010
- Table Pliant à Paris, France  2010
- Chaise Pliant à Paris, France  2010
- Lumière Coupée à Paris, France  2010
- Lumière Ligne à Paris, France  2010

## Principaux projets en cours
- Centre d’accueil pour les personnes âgées à Anjo, japon  2013-
- Maison de la Tour à Nagoya, Japon  2013-
- Villa sans nom à Nagoya, Japon  2013-
- Espace de scanning en 3D à Omotesando
- Grotte des fleurs à Nagoya, Japon  2012-
- Liaison Cubique à Nagoya, Japon  2012-
- Maison au bord de la mer à Nice, France  2012-
- Restaurant à Nagoya, Japon  2012-
- Villa Toiturer à Maintenon, France  2012-
- Une Longue Salle de Séjourr à Chatou, France  2012-
- Salle de Mariage à Nagoya, Japon  2011-
- Funérarium à Nagoya, Japon  2008-